# Poggio Sannita
Poggio Sannita is een gemeente in de Italiaanse provincie Isernia (regio Molise) en telt 889 inwoners (31-12-2004). De oppervlakte bedraagt 20,6 km², de bevolkingsdichtheid is 43 inwoners per km².

## Demografie
Poggio Sannita telt ongeveer 434 huishoudens. Het aantal inwoners daalde in de periode 1991-2001 met 22,8% volgens cijfers uit de tienjaarlijkse volkstellingen van ISTAT.
| Jaar | Inwoneraantal |
| ---- | ------------- |
| 1991 | 1217          |
| 2001 | 940           |

## Geografie
De gemeente ligt op ongeveer 705 m boven zeeniveau.
Poggio Sannita grenst aan de volgende gemeenten: Agnone, Castelverrino, Civitanova del Sannio, Pietrabbondante, Salcito (CB), Schiavi di Abruzzo (CH).